# Periploca chrysantha
Periploca chrysantha là một loài thực vật có hoa trong họ La bố ma. Loài này được D.S. Yao, X.D. Chen & J.W. Ren mô tả khoa học đầu tiên năm 2002.